# Споменик братства и јединства
Споменик братства и јединства, познат и као Споменик Револуције, је посвећен палим борцима НОБ-а у Другом светском рату. Подигнут је на централном Тргу братства и јединства у Приштини 1961. године по идејном решењу вајара Миодрага Живковића.
Налази се на Тргу братства и јединства које је трг носио од изградње 1961. године до рата на Косову и Метохији 1999. године. После НАТО бомбардовања Југославије, локално албанско становништво током 2000. или 2001. године мења тргу име у Трг Адема Јашарија, којем је постављен споменик као националном хероју.

## Изглед
По расписаном националном конкурсу 1959. године, споменик је постављен 1961. године. У склопу споменика се налази обелиск, висине 22 метра, са три стуба који се отварају као букет и скулптуре која осликава осморо партизанских фигура које су смештене десет метара испред обелиска. Ту се првобитно налазила фонтана на другој страни обелиска, супротно од партизанских фигура, иако је ово нестало као део измена седамдесетих година. Обелиск, скулптуре и фонтана су чинили јединствену целину са тргом.

## Покушаји рушења
Однос доживела је реакцију у виду рушења споменика из социјалистичких времена, укључујући меморијале Народно-ослободилачке борбе. После доласка КФОР-а на Косово и Метохију, постављан је динамит како би се споменик оштетио. Године 2010. администрација Републике Косово✽ такође је покушала да сруши споменик. План је обухватио изградњу подземног паркиралишта и подизање статуе Адему Јашарију, мада се овај пројекат није реализовао.